# Elvira Garcia

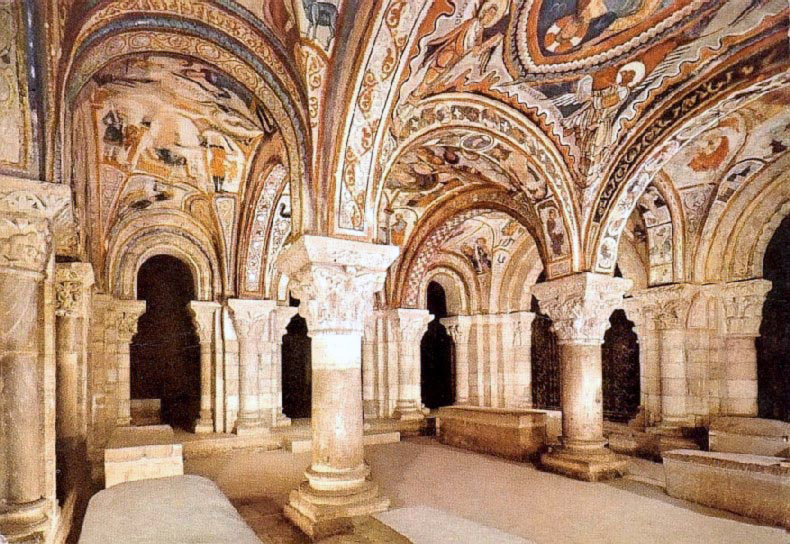
Panteão dos Reis de Leão, na Basílica de Santo Isidoro, em Leão, onde está sepultada Elvira Garcia

Elvira Garcia (c. 978 — 1017) foi a filha de Garcia Fernandes, conde de Castela, e da sua esposa, Ava de Ribagorza. Ela foi rainha consorte de Leão por casamento com o rei Bermudo II e regente do reino leonês entre a morte do marido em 999, compartilhando a regência até 1008 com o conde Mendo Gonçalves que morreu nesse ano, após o qual, seu filho Afonso V, reinou sozinho.

## Biografia
Nasceu provavelmente pouco antes ou depois de 978, já que não aparece com as suas irmãs Urraca e Toda no documento de fundação do Infantado de Covarrubias, datado de 24 novembro daquele ano. Casou no final de novembro 991 com seu primo o rei Bermudo II de Leão,[a] aparecendo a partir de 992 nos diplomas concedidos pelo seu marido. O seu pai, Garcia Fernandes, decidiu este casamento depois do rei Bermudo ter repudiado a sua primeira esposa, a rainha Velasquita Ramires entre 988 e 991. Este casamento selou a aliança entre o rei de Leão e o condado de Castela e fortaleceu extraordinariamente o trono leonês.
O marido, o rei Bermudo II, morreu em 999. A  última aparição de Elvira foi em 18 agosto de 1017, quando aparece com o seu filho o rei Afonso V fazendo uma doação de diversos bens à catedral de Santiago de Compostela em memória de seu falecido marido e pela remissão de seus pecados. Essas doações incluíam a vila de Genestacio, que tinha sido do conde Gonçalo Bermudez e sua esposa Ildoncia, da qual foram despojados após a rebelião no castelo de Luna, no reino de Leão, contra o rei Bermudo. Elvira morreu nesse mesmo ano.
Elvira foi enterrada no Panteão dos Reis na Basílica de Santo Isidoro. O corpo foi colocado num sepulcro de pedra, grande e liso, com tampo de mármore, com o seguinte epitáfio:

## Casamento e descendência
Do seu casamento com o rei Bermudo II nasceram os seguintes filhos:
- Afonso V (994 - 1028), rei de Leão.
- Sancha Bermudes,  que viveu na Galiza;[8]
- Teresa Bermudes (morta em 25 de abril 1039).[8] De acordo com a Crônica do Bispo Pelayo de Oviedo, Tarasiam post mortem patris sui dedit Adefonsus in coniugio, ipsa nolente, cuidam pagano regi toletano pro pace.[9] O historiador árabe ibne Caldune observou que "em 993 Bermudo enviou a sua filha para Almançor, que fez seu escrava e depois emancipou e casou com ela."[8] Em suma, de acordo com essas histórias antigas, Teresa foi entregue pelo seu pai o pelo seu irmão Afonso a Almançor, o poderoso governador do alandalus ao serviço do Califado de Córdova e libertada após a morte de Almançor, voltando para o reino de Leão,[10] onde ingressou como freira no Mosteiro de São Pelágio, em Oviedo, onde  foi enterrada.[11] Os historiadores modernos duvidam que isso aconteceu e dizer que ha uma confusão com a filha de Sancho Garcês II de Pamplona chamada Urraca ou Abda que foi dada por seu pai em 983 a Almançor. Teresa não nasceu até bem depois de 991 e nesses anos ela era uma criança.[12] De acordo com seu epitáfio, Teresa morreu a  quarta-feira 25 abril de 1039.[13][b]